# Amado Alonso
Pour les articles homonymes, voir Alonso.
Amado Alonso García, né à Lerín (en Navarre) le 13 septembre 1896 et mort à Arlington (Massachusetts) le 26 mai 1952, est un linguiste, philologue et critique littéraire espagnol naturalisé argentin.

## Biographie
Il est disciple de Ramón Menéndez Pidal au Centre d'études historiques de Madrid, où il travaille sur la phonétique et la géographie linguistique. Entre 1927 et 1946 il réside à Buenos Aires, où il dirige l'Institut de philologie et collabore à la revue Sur. Il travaille par la suite à l'université Harvard et vit aux États-Unis jusqu'à sa mort.

## Œuvres
- Estructura de las sonatas de Valle Inclán (1928)
- El problema de la lengua en América (1935)
- Castellano, español, idioma nacional. Historia espiritual de tres nombres (1938)
- Gramática Castellana (Primer curso, 1938; Segundo curso, 1939) En collaboration avec Pedro Henríquez Ureña
- Poesía y estilo de Pablo Neruda (1940)
- Ensayo sobre la novela histórica: El modernismo (1942)
- Traduction et prologue au Cours de linguistique générale de Ferdinand de Saussure (Curso de Lingüística General, 1945)
- Estudios lingüísticos. Temas españoles (1951)
- Estudios lingüísticos. Temas hispanoamericanos (1953)
- Materia y forma en poesía (1955)
- De la pronunciación medieval a la moderna en español (1955)